# Jörn Borowski
Jörn Borowski (Rostock, RDA, 15 de enero de 1959) es un deportista alemán que compitió para la RDA en vela en las clases 470 y Flying Dutchman. Es hijo del regatista Paul Borowski.
Participó en los Juegos Olímpicos de Moscú 1980, obteniendo una medalla de plata en la clase 470 (junto con Egbert Swensson).
Ganó dos medallas en el Campeonato Mundial de 470, oro en 1982 y bronce en 1985, y tres medallas en el Campeonato Europeo de 470 entre los años 1980 y 1983. También obtuvo dos medallas en el Campeonato Mundial de Flying Dutchman, plata en 1999 y bronce en 2004, y una medalla de bronce en el Campeonato Europeo de Flying Dutchman de 1989.

## Palmarés internacional
| Representando a la RDA |                            |                   |       |
| Juegos Olímpicos       |                            |                   |       |
| Año                    | Lugar                      | Medalla           | Clase |
| 1980                   | Moscú (URSS)               | Medalla de plata  | 470   |
| Campeonato Mundial     |                            |                   |       |
| Año                    | Lugar                      | Medalla           | Clase |
| 1982                   | Cascaes (Portugal)         | Medalla de oro    | 470   |
| 1985                   | Marina di Carrara (Italia) | Medalla de bronce | 470   |
| Campeonato Europeo     |                            |                   |       |
| Año                    | Lugar                      | Medalla           | Clase |
| 1980                   | Helsinki (Finlandia)       | Medalla de oro    | 470   |
| 1981                   | Morges (Suiza)             | Medalla de plata  | 470   |
| 1983                   | Puck (Polonia)             | Medalla de oro    | 470   |

| Representando a la RDA   |                             |                   |                 |
| Campeonato Europeo       |                             |                   |                 |
| Año                      | Lugar                       | Medalla           | Clase           |
| 1989                     | Balatonfüred (Hungría)      | Medalla de bronce | Flying Dutchman |
| Representando a Alemania |                             |                   |                 |
| Campeonato Mundial       |                             |                   |                 |
| Año                      | Lugar                       | Medalla           | Clase           |
| 1999                     | Lee-on-Solent (Reino Unido) | Medalla de plata  | Flying Dutchman |
| 2004                     | Warnemünde (Alemania)       | Medalla de bronce | Flying Dutchman |